# Tiger (casa discografica)
La Tiger (Milano Record Company) è stata una casa discografica italiana attiva dalla fine degli anni '50 alla fine degli anni '60.

## Storia della Tiger
La Tiger venne fondata a Milano nel 1957; l'anno successivo partecipa per la prima volta ad un festival musicale, la Sei giorni della canzone, con Wilma Roy.
Tra gli artisti che mette sotto contratto negli anni successivi vi sono Sandra Mondaini, Luciano Fineschi, Piero Sipos, Tony Arden e Paola Bertoni.
Il direttore artistico dell'etichetta era Mario Battaini.
Chiude l'attività nel 1969.

## I dischi pubblicati
Per la datazione ci si basa sull'etichetta del disco, o sul vinile o, infine, sulla copertina, qualora nessuno di questi elementi avesse una datazione, ci si basa sulla numerazione del catalogo, se esistenti, si riportano oltre all'anno il mese e il giorno (quest'ultimo dato si trova, a volte, stampato sul vinile).

### 45 giri - Serie TG
| Numero di catalogo | Anno | Interprete                          | Titoli                                                                  |
| ------------------ | ---- | ----------------------------------- | ----------------------------------------------------------------------- |
| TG 001             | ?    | The Tigers                          | Chi Chi/Cush Cush Ky - Yay                                              |
| TG 002             | 1960 | Melina Merkouri                     | I ragazzi del Pireo/Stella                                              |
| TG 003             | 1960 | Sandra Mondaini                     | Les Papous/Souvernirs                                                   |
| TG 004             | 1960 | Sandra Mondaini                     | Pronto Sandra 701430/Socrate cha cha cha                                |
| TG 007             | 1960 | Sandra Mondaini                     | M'ha baciato/Svegliati amore                                            |
| TG 008             | 1960 | Bruno Billi e i 4                   | Dammi del cous-cous cherie/Cha cha della cuccagna                       |
| TG 009             | 1961 | Wilma Roy                           | Rue de Siam/Sogno magico                                                |
| TG 010             | 1961 | Ines con orchestra Mario Bertolazzi | Bimbiribim/Pozzanghere                                                  |
| TG 011             | 1961 | Luciano Fineschi                    | Il funerale di New Orleans 1ª parte/Il funerale di New Orleans 2ª parte |
| TG 012             | 1961 | Luciano Fineschi                    | Paperino/Mama Ines                                                      |
| TG 013             | 1961 | Luciano Fineschi                    | Rabbia/Cry Cry Cry                                                      |
| TG 014             | 1961 | Wilma Roy                           | Mi vuoi lasciare/Romance a Napoli                                       |
| TG 015             | 1961 | Wilma Roy                           | Note del Redentor/Oci bei                                               |
| TG 074             | 1968 | Paola Bertoni                       | Il destino più bello/In riva al mare                                    |

### 45 giri - Serie AS
| Numero di catalogo | Anno | Interprete     | Titoli                                   |
| ------------------ | ---- | -------------- | ---------------------------------------- |
| AS 002             | 1964 | Vittorio Vitti | Tremarella/Cin cin                       |
| AS 004             | 1964 | Tony Arden     | Il problema più importante/Ciao ragazzi  |
| AS 012             | 1964 | Vittorio Vitti | Siamo pagliacci/Lei sta con te           |
| AS 015             | 1964 | Piero Sipos    | Mare non cantare/L'ho conosciuta al mare |
| AS 016             | 1964 | Vittorio Vitti | Sei come una lucertola/Mia sorella       |